# Alban Nikolai Herbst

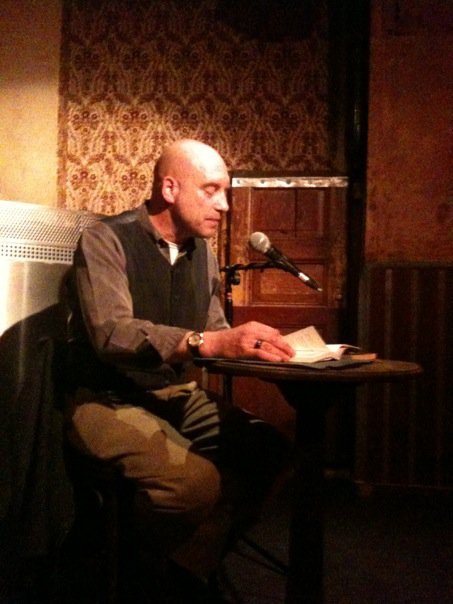
Alban Nikolai Herbst bei einer Lesung im Kaffee Burger im Mai 2010

Alban Nikolai Herbst (bürgerlich Alexander Michael von Ribbentrop; * 7. Februar 1955 in Bensberg) ist ein deutscher Schriftsteller, Librettist, Kritiker und Regisseur im Bereich der Rundfunk-Hörkunst.

## Leben
Alexander Michael von Ribbentrop ist ein Nachfahre Friedrich von Ribbentrops aus dem Geschlecht Ribbentrop. Er wuchs als Sohn einer Säuglingsschwester und eines Vertreters in Traunstein, Braunschweig und Bremen auf. Dort absolvierte er eine Lehre zum Rechtsanwalts- und Notarsgehilfen. Nach dem Zivildienst besuchte er in Bremen das Abendgymnasium und nahm nach dem Abitur in Frankfurt am Main das Studium der Philosophie, Geschichte und Sozialwissenschaften auf. Unter seinem Pseudonym Alban Nikolai Herbst erschienen ab 1981 seine Werke. 1983 nahm er am Ingeborg-Bachmann-Wettbewerb in Klagenfurt teil und las direkt nach dem skandalösen Auftritt von Rainald Goetz, der sich während seiner Lesung einen Schnitt auf der Stirn zufügte. Von 1987 bis 1992 war er als angestellter Börsenmakler (Broker) bei der SEC und CFTC mit Series 7 und Series 3 lizenziert und handelte von Frankfurt am Main aus an den US-Börsen. 
Neben den Börsentätigkeiten gab er die literarische Zeitschrift Dschungelblätter heraus. Mit Erscheinen seines 1000-Seiten-Romans Wolpertinger oder Das Blau (1993) gab er die Tätigkeit in der Branche auf. Seither lebt er als freier Schriftsteller, seit 1994 wohnt er in Berlin.

## Literarisches Werk

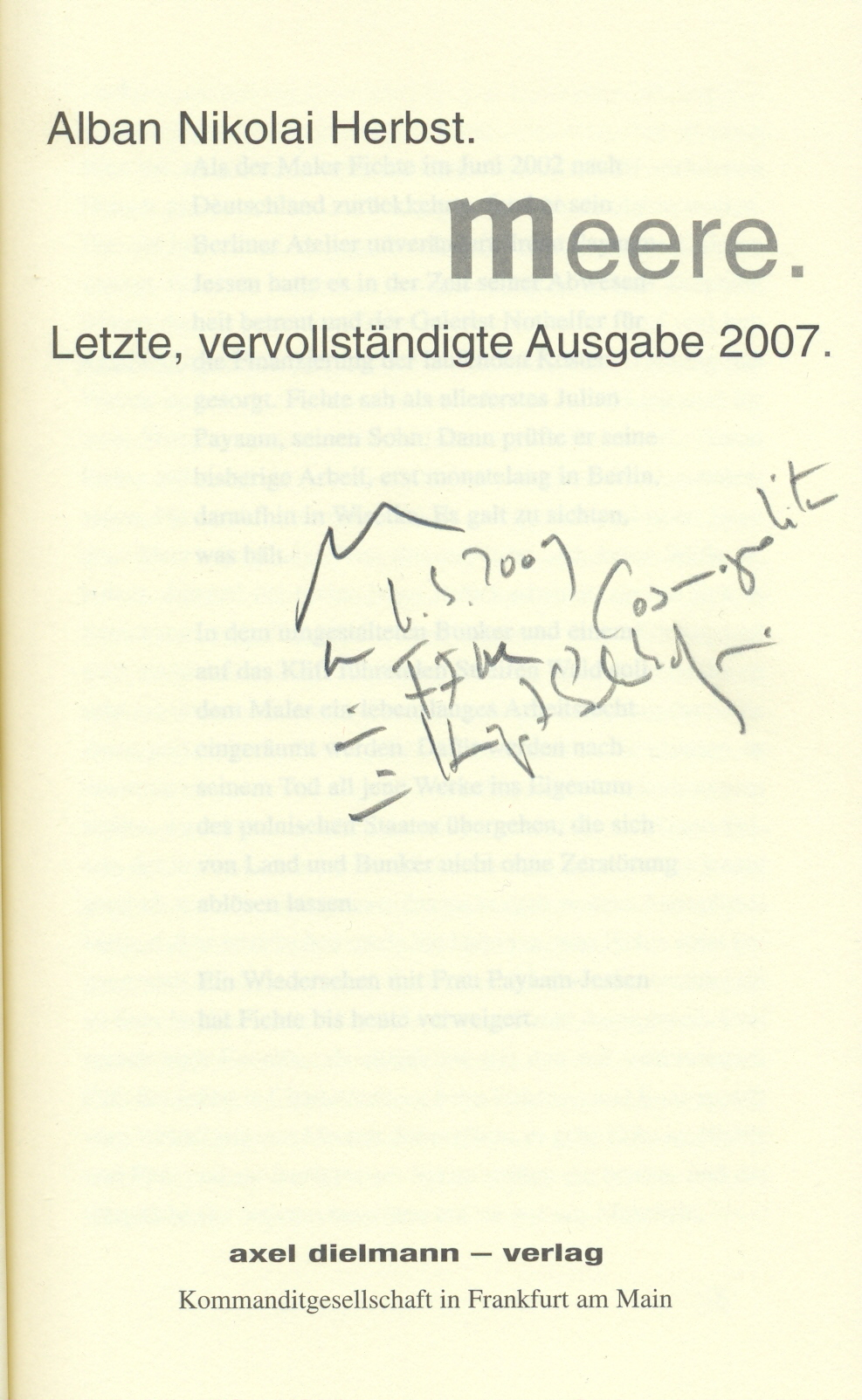
Autograph

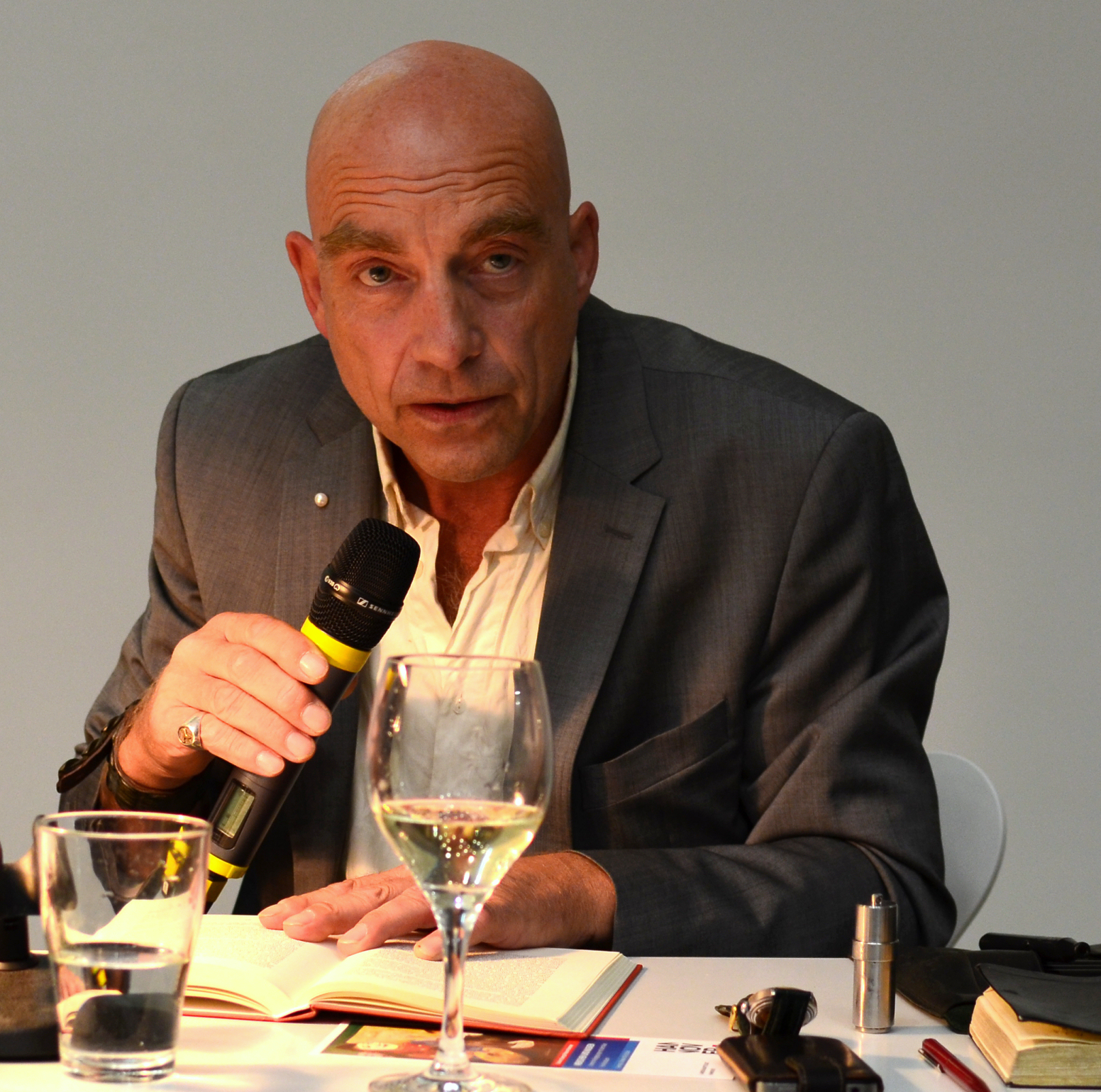
Bei einer Lesung im Sprengel Museum Hannover, 2016

### Prosa
Wilhelm Kühlmann bezeichnet Alban Nikolai Herbst als „eine der Führungsfiguren der literarischen Postmoderne“, während Ralf Schnell Herbsts Poetik als „das Paradoxon einer digitalen Ästhetik in Romanform“ beschreibt, wohingegen Heinz-Peter Preußer in dieser Poetik „eine zu sich selbst gekommene Postmoderne“ wähnt. Anfangs hat Herbst Texte in der Tradition des Realismus über den Alltag bundesrepublikanischer Kleinbürger geschrieben und sich seither zum Verfasser von Romanen, Novellen, Theaterstücken und Hörspielen entwickelt, die mit der Beschreibung von apokalyptischen Zuständen („Anderswelt“-Trilogie, 1998 bis 2013) und ihrer steten Vermischung von Traum und Realität (Wolpertinger oder Das Blau) zu den bemerkenswertesten Beispielen neuerer deutschsprachiger phantastischer Literatur zählen. Hans Richard Brittnacher zufolge hat Herbst ihr sogar „endgültig zum Anschluss an die literarische Moderne verholfen“. Gleichzeitig hat sich sein Werk zunehmend der Neuen Medien bemächtigt, die er nachdrücklich poetisiert und direkt zum Medium fiktiver Geschehen macht. Dabei gehen Romanerfindung, tatsächliches Alltagsgeschehen und politische Gegenwartsereignisse ungeschieden ineinander über; Realität und Fiktion werden ununterscheidbar: „Die Grenzen einer solchen Literatur sind durchlässig (...) nicht nur unter sich selbst, sondern nach außen: Für neue Techniken, für andere Künste, für fremde Texte, für die Realität.“ Mit dieser bereits in den frühen Romanen und Erzählungen angelegten Entwicklung geht Herbsts Bemächtigung des Internets einher, in das nunmehr Romanfiguren als in Echtzeit handelnde Personen implantiert werden, die als Avatare nicht mehr von tatsächlichen Personen unterschieden werden können: Der Roman geschieht real im Moment seiner Erfindung, Leser erleben ihn als ein tatsächliches Geschehen mit. Deshalb wenden sowohl Schnell als auch Ursula Reber den Begriff der Autopoiesis als Kategorie auf Herbsts Poetik an. Reber spricht von einer „Palimpseststruktur“, die mit der rhizomartigen Verwandlung der Bücher ineinander und mit der realen Außenwelt ununterscheidbar einhergeht. Dies lässt sich als Medienkritik lesen, besonders wenn man Herbsts politische Aufsätze seit dem 11. September 2001 ins Auge fasst. Es kann aber auch, wie Schnell meint, der Ausdruck einer radikal-affirmativen poetischen Verfügung über die Neuen Medien sein: „die am weitesten vorangetriebene literarische Ästhetik im Zeitalter der Digitalisierung“.
Herbsts Verfahren der Vermischung von Wirklichkeiten hat sowohl den Vorwurf der Geschichtsklitterung auf sich gezogen wie auch den der Kolportage. Überhaupt wird Herbsts Arbeit extrem gegensätzlich eingeschätzt: Die Wertungen reichen von „Scharlatan“ über „wortreicher Hochstapler“ bis hin zu „großer deutscher magischer Realist“ und „Lichtgestalt der literarischen Postmoderne“. Herbst selbst, der sich seit spätestens 2001 mit dem Aufsatz „Das Flirren im Sprachraum“ auch der theoretischen Poetik zugewandt hat, nennt seine Arbeit dokumentarisch. Ein „tatsächlicher“ Realismus sei gar nicht möglich, sondern letztlich Ideologie. Aus Herbsts primären Prosaarbeiten und theoretischen Abhandlungen, die er vor allem in Literaturzeitschriften wie Schreibheft, die horen, Kritische Ausgabe, „L. Der Literaturbote“ sowie seinem Weblog Die Dschungel. Anderswelt veröffentlicht hat, proklamiert Herbst den Begriff eines „Kybernetischen Realismus“, für dessen Grundbewegung er eine „Möglichkeitenpoetik“ reklamiert. „Ausgehend von Norbert Wieners Verständnis von Mensch und Maschine als analoge Systeme von Nachrichtenübermittlung übernimmt Herbst“, so Renate Giacomuzzi, „den Begriff der Kybernetik, um damit ein ästhetisches Modell zu bezeichnen, in dem die Unterscheidung zwischen künstlich und natürlich arrangierter Welt aufgehoben ist“. Wiederum Reber vergleicht Herbsts Poetologie mit den Metamorphosen Ovids.
Herbsts Vermischung von Realität und Fiktionen ist nicht ohne juristische Folgen geblieben. Im Jahr 2003 erwirkte eine ehemalige Freundin Herbsts gegen die Veröffentlichung seines Romans „Meere“ eine einstweilige Verfügung, da sie in dem Werk einen Schlüsselroman sehe, dessen Inhalt eine Verletzung ihrer Persönlichkeitsrechte darstelle. Der Rechtsfall lief mit leichter Zeitversetzung hinter dem ähnlich gelagerten um Maxim Billers Roman „Esra“ her und führte auch hier erst einmal zu einem Buchverbot. Jedoch anders als im Fall Biller wurde der Prozess um „Meere“ im März 2007 durch eine gerichtliche Einigung erledigt, so dass der gesamte Roman bereits im April 2007 als Vorabdruck in einer umgearbeiteten Fassung in der Wiener Literaturzeitung Volltext erschien und damit wieder einsehbar wurde – ein seit Rowohlts Rotationsromanen in solchem Umfang nicht mehr dagewesenes Literaturereignis. Seit September 2017 ist auch die unveränderte Originalausgabe wieder erhältlich. Die scheinbare Rückkehr in einen autobiografischen Realismus des Romans „Meere“ stellt sich als ein weiteres kalkuliertes Segment von Herbsts Vermischungsästhetik heraus, das letztlich sogar objektive Gerichtsverfahren zu literarischen Erscheinungen macht. Unterdessen gilt das Buch als „Meisterwerk radikal-männlicher Prosa“.
Herbst setzt sich sehr für die Bewahrung der deutschen Sprache ein. Als er auf die falschen Konjunktive in dem Roman „Die komische Frau“ von Ricarda Junge aufmerksam machte, entgegnete man ihm: „Auf Konjunktive kommt es nicht an.“ Herbst beschrieb seine Reaktion darauf in einem Interview: „'Wir dürfen es doch nicht kaputtgehen lassen!', rief ich mit wahrscheinlich schon etwas gepresster Stimme aus, fasste mich wieder und erklärte die Besonderheit des deutschen Konjunktiv II, der zwar imperativisch gebildet wird, aber keineswegs einer der Vergangenheit ist, sondern etwas ausdrückt, das nicht ist. Deshalb wird er ja Irrealis genannt. Und was bekam ich nun zu hören? –: 'Sie sind ein Sprachfaschist!'“

### Lyrik
Seit 2007 hat sich Herbst auch der Lyrik zugewandt, zuerst mit den sechzehn Liebesgedichten „Dem nahsten Orient/Très Proche Orient“, die im selben Bändchen in der Übersetzung von Raymond Prunier zugleich auf Französisch erschienen. In seinem dritten Gedichtband „Das bleibende Thier“ (2011) widmet sich Herbst antiken Poetiken, dort dem Hexameter. Doch bereits in dem langen Erzählgedicht „Aeolia.Gesang“ (2008/Wiener Fassung 2019) werden antike bis klassische, aber auch freie moderne Verse durchlaufen. Die einzelnen Arbeitsphasen wurden auch hierfür in den durchlaufenden Arbeits- und Überarbeitungsproben auf Herbsts Weblog Die Dschungel. Anderswelt veröffentlicht und teils diskutiert – ebenso wie Herbsts ungefähr mit der eigenen Lyrik begonnene Übersetzungstätigkeit, die oft in Zusammenarbeit mit dem Lyriker Helmut Schulze angegangen wurde (James Joyce: „Giacomo Joyce“, 2013, und „Kammermusik/Chamber Music“, 2018). Auch hier ist Herbsts stark formal orientierte, durchaus neoklassizistische Poetik auffällig, die in bewusster Abgrenzung gegen die freie Rhythmik der Gegenwart gestellt wird. Diese allerdings prägt neuere lyrische Arbeiten Herbsts.

### Hörkunst
Neben seiner erzählerischen und theoretischen Arbeit ist Herbst mit Rundfunkarbeiten im Bereich der Hörkunst befasst. Auch hier fällt sein Verfahren auf, subjektive Eindrücke mit objektiver Berichterstattung untrennbar eins werden zu lassen. Dabei gilt sein Interesse sowohl den Phänomenen der großen Städte als auch vor allem anderen Autoren, die er immer wieder als quasi seine Haidnischen Altertümer, also als literarische Ahnen präsentiert, so zum Beispiel Wolf von Niebelschütz, José Lezama Lima und Louis Aragon oder den anderweitig nicht bekannten, laut Herbst „vergessenen“ Dichter und Komponisten Carl Johannes Verbeen. Reale oder vorgeblich reale Personen werden in den Hörstücken wie literarische Figuren der herbstschen Erfindung vorgestellt, zugleich wird aber ihre reale oder imaginierte Lebensgeschichte minutiös nachgezeichnet und im Fall Verbeens auch die Recherche des Autors durch „O-Ton“-Mitschnitte illustriert. Die Struktur der Hörstücke ähnelt eher musikalischen Kompositionen als Dokumentationen. Diese Eigenart ist auch für die Romane auffällig.
Direkt der Musik widmet sich Herbst als Librettist, unter anderem für Caspar Johannes Walter und Robert HP Platz. In seinem Musikdenken ist Herbst von Karlheinz Stockhausen beeinflusst. Entsprechend tritt er immer wieder als Opern- und Musikkritiker in Erscheinung, dies sowohl in Zeitungen als auch auf der „Weltbühne für Künstler und Autoren“ des Autoren- und Künstlernetzwerks Faust-Kultur und den Musikrubriken seiner eigenen Webpräsenz.

### Video
Seit dem 31. Juli 2015 betreibt Alban Nikolai Herbst auf YouTube einen eigenen Kanal mit dem Titel ANH spricht Tag für Tag. In täglich erscheinenden Video-Beiträgen liest Herbst hier zumeist eigene, gelegentlich auch Texte anderer Autoren. In seiner seit dem 25. Januar 2021 bestehenden Reihe ALLES, WAS DIE WELT IST: Für jeden Tag ein Gedicht rezitiert Herbst indes ausschließlich eigene Gedichte.

### Einführung in das Werk
Eine gute Einführung in das Werk von Alban Nikolai Herbst ist der 2008 von Ralf Schnell herausgegebene Band Nr. 231 „Panoramen der Anderswelt“ der Literatur- und Kunstzeitschrift die horen, der sich kritisch vor allem mit Herbsts Anderswelt-Romanen „Thetis. Anderswelt“, „Buenos Aires. Anderswelt“ und „Argo. Anderswelt“ auseinandersetzt, aber auch zu Romanen wie „Meere“ Auskunft gibt. Eine nicht-literaturwissenschaftliche Einführung ist der 2005 erschienene Erzählband „Die Niedertracht der Musik“ und die im Wiener Septime Verlag im Frühjahr und Herbst 2019 erschienene, von Elvira M. Gross edierte zweibändige Ausgabe der von 1972 bis in die Gegenwart entstandenen sämtlichen Erzählungen. Hier wird ein Bogen von den ersten, deutlich phantastischen über die teils expressionistischen, bald aber schon realistischen, teils im Jargon geschriebenen Phasen des Autors bis zum das spätere Werk bestimmenden „Kybernetischen Realismus“ gespannt, der teilweise nicht mehr der Postmoderne zugerechnet werden kann, sondern eine „Moderne nach der Postmoderne“ entwickelt und an der Neuen Moderne der Zehner- und Zwanzigerjahre des 20. Jahrhunderts neu anknüpft, dabei aber auffällig mit der Literarischen Phantastik verbunden wird. Das zeigt sich nicht nur deutlich in den Büchern des Anderswelt-Komplexes, sondern auch in dem sehr viel weniger experimentellen Roman „Traumschiff“ (2015). In der 2022 erschienenen Ausgabe 236 der literaturwissenschaftlichen Fachzeitschrift text + kritik zu Alban Nikolai Herbst werden erstmals Poesie und Poetologie, Traditionen und Medien, Diskursumfeld und Selbstpositionierung dieses in der Gegenwartsliteratur singulären Werkes und seines Autors umfassend dargestellt.

## Weblog „Die Dschungel. Anderswelt“
Seit Frühjahr 2004 führt Herbst – bis 2013 mit Redaktionssitz im Hessischen Literaturforum im Künstlerhaus Mousonturm in Frankfurt am Main – unter dem Titel Die Die Dschungel. AndersweltDie Dschungel. Anderswelt. ein literarisches Weblog. Darin dokumentiert er nicht nur seine aktuelle Arbeit, sondern experimentiert auch mit einer Ästhetisierung und literarischen Reflexionen von Alltag und schriftstellerischem Arbeitsprozess. Dabei wird das Weblog selbst zum fortlaufend weitergeschriebenen Thema ständiger Betrachtung und Reflexion. Herbsts Vermischungsästhetik lässt ihn das literarische Weblog immer wieder selbst einen „Roman“ nennen. Hier findet das ineinanderströmende Beisammen von Realität und Fiktion, (vor)veröffentlichten Erzählungen und Vorträgen sowie aktueller Tagesgeschehen ihren bisher stärksten und nachdrücklichsten Ausdruck, den Herbst in einer darin ständig weitergeführten „Kleinen Theorie des Literarischen Bloggens“ zugleich mitreflektiert.
Dazu und gleichzeitig baut Herbst sein literarisches Weblog permanent in ein zunehmend umfassendes Podium für Literatur-, Kunst- und Musikkritik aus, in das Arbeits- und persönliche Notate, politische Auseinandersetzungen, Kommentare realer und erfundener Leser, Reiseerzählungen sowie auch Originalbeiträge anderer Beiträger zusammenfließen, die ihrerseits erfundene Figuren generieren. Wie eng das literarische Weblog an die in Buchform veröffentlichten Romane angelegt ist, zeigt bereits der Zusatz, den Thetis. Anderswelt, Buenos Aires. Anderswelt und das literarische Weblog Die Dschungel. Anderswelt jeweils im Titel tragen: Anderswelt.

## Mitgliedschaften, Preise
Alban Nikolai Herbst gehörte von 1976 bis 1985 dem Verband Deutscher Schriftsteller an; er war Mitglied des PEN-Zentrums Deutschland und ist Mitgründer des PEN Berlin.
Neben weiteren Stipendien erhielt er unter anderem folgende Auszeichnungen: 1981 das Niedersächsische Nachwuchsstipendium für Literatur, 1995 den Grimmelshausen-Preis und den Rom-Preis der Villa Massimo, der in Form eines Jahresaufenthalts als Stipendium vergeben wird, sowie 1999 den Phantastik-Preis der Stadt Wetzlar. 2000 war er Writer in Residence an der Keio-Universität Tokio. Für 2006 ist er für sein Werk mit einem Jahresaufenthalt in der Villa Concordia (Internationales Künstlerhaus Villa Concordia), Bamberg, ausgezeichnet worden. Nach Louis Begley (2006) wurde er 2007 auf die Poetik-Dozentur der Ruprechts-Karls-Universität Heidelberg berufen.

## Bibliografie
- Marlboro, Hannover 1981.

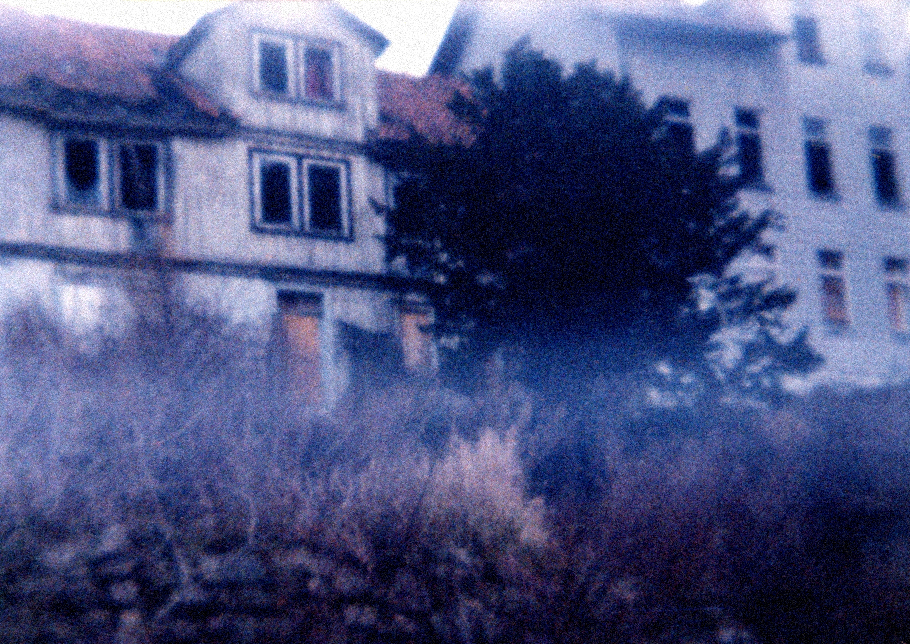
Der Handlungsort von Wolpertinger oder Das Blau im Hotel Wolpertinger alias Hotel Andree’s Berg (1988 vor dem Abriss).

- Die Verwirrung des Gemüts, München 1983.
- Die blutige Trauer des Buchhalters Michael Dolfinger, Göttingen u. a. 1986.
- Joachim Zilts Verirrungen, St. Gallen 1986.
- Die Orgelpfeifen von Flandern, Frankfurt am Main 1993.
- Wolpertinger oder Das Blau, Frankfurt am Main 1993. Revidierte Neuausgabe 2021, Elfenbein Verlag, Berlin. ISBN 978-3-96160-037-3.
- Eine sizilische Reise, Frankfurt am Main 1995.
- Undine, Frankfurt am Main 1995 (Uraufführung am 6. Juni 2010 im Theateratelier der Weberei Gütersloh)
- Der Arndt-Komplex, Reinbek bei Hamburg 1997.
- Thetis. Anderswelt, Reinbek bei Hamburg 1998. Ausgabe Zweiter Hand als Auflage 2: Elfenbein Verlag, Berlin 2018. ISBN 978-3-941184-22-0.
- Wer bin ich? Notizen zu Paulus Böhmer, Frankfurt am Main 1998 (zusammen mit Wolf Singer, Jehuda Amichai, Werner Söllner und Gerd-Peter Eigner)
- In New York, Frankfurt am Main 2000, online seit Juni 2009: http://albannikolaiherbst.twoday.net/topics/InNewYorkManhattanRoman/
- Buenos Aires. Anderswelt, Berlin 2001. Neuausgabe als Auflage 2: Elfenbein Verlag, Berlin 2016. ISBN 978-3-941184-23-7.
- Inzest oder Die Entstehung der Welt, Essen 2002 (Schreibheft Nr. 58, zusammen mit Barbara Bongartz)
- Die Illusion ist das Fleisch auf den Dingen, Elfenbein Verlag, Berlin 2003, ISBN 3-932245-63-6.
- Meere, Hamburg 2003. „Letzte, vervollständigte Ausgabe 2007“ (Verlagsmitteilung im Titel): Frankfurt am Main 2008.
- Die Dschungel. Anderswelt[49], literarisches Weblog, fortlaufend seit 2004.
- Die Niedertracht der Musik, Köln 2005.
- Dem Nahsten Orient Liebesgedichte / deutsch-französisch, französisch von Raymond Prunier, Frankfurt am Main 2007.
- Aeolia.Gesang/Stromboli, Gedichtzyklus, zusammen mit dem Maler Harald R. Gratz, Bielefeld 2008 (limitierter Kunstband ohne ISBN[50])
- Kybernetischer Realismus, Heidelberger Vorlesungen, Heidelberg 2008.
- Der Engel Ordnungen, Gedichte, Frankfurt am Main 2008.
- Selzers Singen. Phantastische Geschichten und solche von fremder Moral (= Gesammelte Erzählungen I), Kulturmaschinen-Verlag, Berlin 2010, ISBN 978-3-940274-17-5[51]
- Azreds Buch. Geschichten und Fiktionen (= Gesammelte Erzählungen II), Kulturmaschinen-Verlag, Berlin 2010, ISBN 978-3-940274-25-0.
- Die Fenster von Sainte Chapelle. Eine Reiseerzählung im Internet, Kulturmaschinen-Verlag, Berlin 2011, ISBN 978-3-940274-34-2.
- Das bleibende Thier. Bamberger Elegien, Elfenbein Verlag, Berlin 2011, ISBN 978-3-941184-10-7.
- Kleine Theorie des Literarischen Bloggens. Erste Lieferung, edition taberna kritika, Bern 2011, ISBN 978-3-905846-18-8.
- Schöne Literatur muß grausam sein. Aufsätze und Reden I, Kulturmaschinen-Verlag, Berlin 2012, ISBN 978-3-940274-38-0.
- Der Gräfenberg-Club (Sonderausgabe), Literatur Quickie, Hamburg 2013, ISBN 978-3-942212-76-2.
- Argo. Anderswelt. Epischer Roman[52], Elfenbein Verlag, Berlin 2013, ISBN 978-3-941184-24-4.
- Giacomo Joyce (Übersetzung der 1968 posthum veröffentlichten Prosaskizzen von James Joyce), edition taberna kritika, Bern 2013, ISBN 978-3-905846-25-6 (zusammen mit Helmut Schulze)
- Traumschiff, Mare Verlag, Hamburg 2015, ISBN 978-3-86648-215-9.
- James Joyce, Kammermusik (zweifache Nachdichtungen von Helmut Schulze und ANH der 1907 erschienenen Gedichte „Chamber Music“), Arco Verlag, Wien und Wuppertal 2017, ISBN 978-3-938375-82-2.
- Aeolia. Gesang. Wiener Fassung (Bearbeitung zus. mit Elvira M. Gross), Arco Verlag, Wuppertal und Wien 2018. ISBN 978-3-938375-90-7.
- Das Ungeheuer Muse. Gedichte, Arco Verlag, Wuppertal 2018, ISBN 978-3-938375-96-9.
- Wanderer. Erzählungen I (Ediert und mit einem Nachwort von Elvira M. Gross), Septime Verlag, Wien 2019. ISBN 978-3-902711-81-6.
- Wölfinnen. Erzählungen II (Ediert und mit einem Nachwort von Elvira M. Gross), Septime Verlag, Wien 2019. ISBN 978-3-902711-83-0.
- In New York. Manhattan Roman, Neuausgabe nach der Urfassung (zus. mit Elvira M. Gross), Arco Verlag, Wuppertal und Wien 2021. ISBN 978-3-96587-010-9.
- Gläserne Zeit, Drei Kurzgeschichten, Literatur Quickie Verlag, Hamburg 2022, ISBN 978-3-949512-07-0.
- Die Brüste der Béart, diaphanes, Zürich 2022, ISBN 978-3-0358-0466-9.
- Die Verwirrung des Gemüths, Roman, Neufassung Zweiter Hand, Elfenbein Verlag, Berlin 2023, ISBN 978-3-96160-075-5.
- Briefe nach Triest, Roman, Arco Verlag, Wuppertal und Wien 2024, ISBN 978-3-96587-055-0.

## Herausgeberschaften
- Dschungelblätter, Zeitschrift für die deutschsprachige Kulturintelligenz, Göttingen 1985–1989.
- Ein literarischer Gang an die Börse, Frankfurt am Main 2000 (zusammen mit Sabine Tost)
- Gerd-Peter Eigner: Der blaue Koffer. Ein Werdegang. Mit einem Nachwort von Alban Nikolai Herbst herausgegeben von Christoph Haacker und Alban Nikolai Herbst. Arco Verlag, Wuppertal 2023. ISBN 978-3-96587-042-0.

## Hörspiele und Features
- Das Leda-Projekt. Hörspiel, 1996, Sender Freies Berlin (Regie: Martin Daske)
- Es wird uns nicht verziehen werden, umsonst gelebt zu haben. Eine D’Annunzio-Fantasie, 1996, Deutschlandfunk Köln (Regie: Thomas Zenke)
- Die Sprache des Trottoirs. Eine Passage, 1997 (Regie: Manfred Mixner)
- Der Blaue Kammerherr. Eine Radio-Fantasie über Wolf v. Niebelschütz, 1996, DeutschlandRadio Berlin (Regie: Barbara Heizmann) (PDF)
- Der Fürst der Romane. Eine Radio-Unterhaltung über Anthony Burgess, 1997, DeutschlandRadio Berlin (Regie: Barbara Heizmann) (PDF)
- Die Muschelerde der Träume. Eine Radio-Fantasie über Louis Aragon, 1997, Deutschlandfunk Köln (Regie: Thomas Zenke)
- Notturno: Nach Palermo! O-Ton-Hörstück, 1999, Deutschlandfunk Köln (Regie: Sabine Küchler und Thomas Zenke)
- So ist es. Ist es so? Eine Pirandello-Redoute, 2000, Deutschlandfunk Köln (Regie: Thomas Zenke) (PDF)
- Das Ohr an der Straße oder Im Glanz und Elend der Stadt Bombay. O-Ton-Hörstück, 2000, Deutschlandfunk Köln (Regie: ANH)
- Der walisische Bocksberg oder Länder gibt es, vertrackte. Ein Hör- und KunstStück über John Cowper Powys, 2001, Deutschlandfunk Köln (Regie: ANH)
- Slothrop’s Verschwinden oder Das war Thomas Pynchon. Eine Collage, 2002, Deutschlandfunk Köln/Bayerischer Rundfunk/Süddeutscher Rundfunk (Regie: ANH)
- Tokyos Lächeln. Entfernungen an eine ferne Stadt, 2002, Deutschlandfunk Köln (Regie: ANH) (PDF)
- Imaginäre Ären oder Die unsichtbare Chronologie. Ein Hör- und paradiesisches Schmerzensspiel über José Lezama Lima und das amerikanische Barock, 2002, DeutschlandRadio Berlin (Regie: Beatrice Ackers) (PDF)
- Die Illusion ist das Fleisch auf den Dingen. Eine Poetik für Kavita Janice Chohan, 2003, Deutschlandfunk Köln (Regie: ANH)
- Das gelbe Licht des Friedens. Gänge durch das alte Jerusalem. Ein Klangbild, 2003, Deutschlandfunk Köln (Regie: ANH) (PDF)
- Delta-Plus und Grabeswelten: Science Fiction & Psychose. Eine Phantasie um Philip K. Dick, 2003, WDR Köln (Regie: Petra Feldhoff) (PDF)
- Das widerliche Genie. Ein Haß-Stakkato über Louis-Ferdinand Céline, 2003, DeutschlandRadio Berlin (Regie: Klaus-Michael Klingsporn) (PDF)
- Briefe aus Catania. Für Alexandra, 2004, Deutschlandfunk Köln (Regie: ANH) (PDF)
- Das Wunder von San Michele. Fantasie mit Tönen um einen kleinen Palast. Für Adrian, 2006, Deutschlandfunk Köln (Regie: ANH) (PDF)
- Leidenschaftlich ins Helle erzürnt oder Die vergessene Dichtung Carl Johannes Verbeens, 2006, SWR Baden-Baden (Regie: ANH) (PDF)
- Requiem für Allan Pettersson, 2006, Hessischer Rundfunk (Regie: Bernd Leukert und ANH) (PDF)
- Und also es geschah. Näherungen an Marianne Fritz, 2008, WDR Köln (Regie: ANH)
- Leibseliger, wir rücken vor! Eine poetische Montage zu Christian Filips, 2009, WDR Köln (Regie und Produktion: ANH)
- im land da wo wir blutrot sind. Ein poetisches Hörstück zu Daniela Danz, 2010, WDR Köln (Regie und Produktion: ANH)
- „Dies furchtbare Sehnen“ oder Unbegrenzt vereint zu sein. Ein poetisches Hörstück in Zitaten, 2010, WDR Köln (Komposition und Regie: ANH)
- Das Innen ein Hotel. Ein Hörstück für Ricarda Junge und 115 Stimmen, 2011, WDR Köln (Texte: Ricarda Junge, Komposition und Regie: ANH)
- Das ungebändigte Leben oder Der wilde Romancier. Ein poetisches Hörstück zum Werk Helmut Kraussers, 2011, WDR Köln (Regie: ANH)
- Die Vorhänge der Wirklichkeit. Improvisationen um das erzählerische Werk von Daniel F. Galouye. Mit Einwürfen von Thomas Pynchon und aus der Apokalypse des Johannes sowie einer Einführung von Platon, 2012, WDR Köln (Klänge und Regie: ANH)
- Die Hölle und das Paradies. Ein poetisches Hörstück über die Stadt Neapel, 2013, Deutschlandfunk Köln (Regie: ANH)
- Fahlmanns Welten. Ein poetisches Hörstück zu Christopher Ecker und seinem unheimlichen Roman ›Fahlmann‹, 2014, WDR (Regie: ANH) (MP3-Podcast (Memento vom 8. August 2014 im Internet Archive))
- Eine akustische Kreuzfahrt. Ein Schriftstellertagebuch mit Tönen, 2015, WDR (Regie: ANH) (WDR-Podcast)

## Vertonungen
- Caspar Johannes Walter: Plötzlich wird vieles klar auf Alban Nikolai Herbst, Goeg, Ein Revolutionsstück. Libretto: Alban Nikolai Herbst, Uraufführung: Eclat, Festival der Neuen Musik, Stuttgart 1999
- Caspar Johannes Walter: Städtebilder auf Gedichte von Alban Nikolai Herbst, Uraufführung: EXPO 2000, Hannover 2000, CD edition Zeitklang ISRC DE-L29-00-0004
- Robert HP Platz: Horizonte | Architektur für Elektronik auf Prosastücke von Alban Nikolai Herbst, WDR 2004
- Robert HP Platz: Anderswo auf Nach Centaurus A (aus Thetis. Anderswelt) von Alban Nikolai Herbst, WDR 2007
- Robert HP Platz: Leere Mitte: Lilith auf ein gebundenes Libretto von Alban Nikolai Herbst, Uraufführung: Éclat, Stuttgart 2005
- Katja Tchemberdji, Verloren ich, verloren du für Solistin und Chor auf das gleichnamige Gedicht (aus Dem Nahsten Orient) von Alban Nikolai Herbst, Uraufführung: Berliner Dom, Berlin 2008
- Robert HP Platz: Viertes Streichquartett mit hoher Singstimme auf zwei Gedichte der Scelsi-Variationen (aus Der Engel Ordnungen) von Alban Nikolai Herbst, Uraufführung: Beethovenfest Bonn 2017